# Maxime Dury
Pour les articles homonymes, voir Dury.
 (novembre 2019).
Maxime Dury, né le 23 juin 1964  est un universitaire français, maître de conférences en science politique.

## Fonction
Maître de conférence en science politique à la faculté de droit et de science politique de Dijon (université de Bourgogne), Maxime Dury est membre du Centre d'étude et de recherche politiques (CERPO). Il assure des cours en :
- introduction à la science politique
- histoire des idées politiques
- analyse de la vie politique nationale
- théorie de l'État
- sociologie des statistiques
- problèmes politiques contemporains (L1)

## Formation
- Doctorat en science politique et habilitation à diriger des recherches
- Licence en philosophie

## Thématiques de recherches
Spécialisé dans l'étude des idées et comportements politiques, Maxime Dury aborde ses recherches sous les angles de la philosophie, de la sociologie politique et de l'histoire des idées politiques. Ses recherches portent actuellement sur : 
- les marges de la démocratie
- la représentation politique
- l'individu et la communauté

## Ouvrages
- Histoire documentaire du Parti Socialiste : Tome 3, Les Centres socialistes 1940-1969 (textes réunis et présentés avec Vincent Chambarlhac, Thierry Hohl, Jérôme Malois), Éditions Universitaires de Dijon, 2006.
- Histoire documentaire du Parti Socialiste : Tome 2, La Maison Socialiste 1921-1940 (textes réunis et présentés avec Vincent Chambarlhac, Thierry Hohl, Jérôme Malois), Éditions Universitaires de Dijon, 2005.
- Histoire documentaire du Parti Socialiste : Tome 1, L'entreprise socialiste (1905-1920) (textes réunis et présentés avec Vincent Chambarlhac, Thierry Hohl, Jérôme Malois), Éditions Universitaires de Dijon, 2005.
- La droite et la gauche. Les lois de la représentation politique, Éditions ESKA, 2002.
- La censure, Paris, Éditions Publisud, 1995.